# Канък
Канък (на английски: Cannock) е град в южната част на област Стафордшър, Западен Мидландс, Англия. Той е административен и стопански център на община Канък Чейс. Населението на града към 2001 година, заедно с присъединеното съседно градче Хеднесфорд, е 65 022 жители.

## География
Канък е разположен в най-южната средна част на графството, в непосредствена близост до границата с област Западен Мидландс. Най-големият град на областта Стоук он Трент отстои на около 40 km в северна посока. Само на няколко километра южно от града се намират северните части на втората най-голяма урбанизирана територия в страната - агломерацията Западен Мидландс, формираща се около втория по големина град във Великобритания Бирмингам.
В непосредствена близост югозападно от града преминава Магистрала М6, която е част от транспортния коридор север-юг (Глазгоу - Ливърпул/Манчестър - Бирмингам - Лондон).

## История
Канък се споменава като селище за първи път през 1086 г. с името Ченит.

## Демография
Изменение на населението за период от две десетилетия 1981-2001 година:
| година    | 1981   | 1991   | 2001   |
| --------- | ------ | ------ | ------ |
| население | 54 503 | 60 106 | 65 022 |

## Личности
Родени
Канък е родното място на световноизвестния музикант Глен Хюз, бас китарист и певец, бивш член на легендарната рок група Дийп Пърпъл.
- Пип Ътън, (р. 1952), британски драматичен артист, сценарист и писател